# 마르그레테 렌로프
마르그레테 렌로프(Margrethe Lendrop, 결혼 이전의 성(姓): 뵈크(Boeck), 1873년 ~ 1920년)는 덴마크의 오페라 가수이다. 1898년부터 1919년까지 덴마크 왕립극장 소속 소프라노로 활동했으며 131회에 걸쳐 연극 《카르멘》의 주연으로 출연했다.